# Bledius erraticus
Bledius erraticus är en skalbaggsart som beskrevs av Wilhelm Ferdinand Erichson 1839. Bledius erraticus ingår i släktet Bledius, och familjen kortvingar. Enligt den finländska rödlistan är arten sårbar i Finland. Enligt den svenska rödlistan är arten sårbar i Sverige. Arten förekommer i Götaland. Artens livsmiljö är sandstränder vid sötvatten.